# Kingston (Norfolk)
Kingston – stolica terytorium zamorskiego Norfolk, podległego Australii. 1 tys. mieszkańców w (2013). W miejscowości znajdują się lotnisko i strefa wolnocłowa.

## Historia i położenie
Osada znajduje się w miejscu, do którego przypłynął porucznik Philip Gidley King wraz z 22 osadnikami (wśród nich 15 więźniów – 9 mężczyzn i 6 kobiet) w dniu 6 marca 1788.

## Geografia
Kingston położone jest 1500 kilometrów od wschodniego wybrzeża Australii na równinie o 1,5 km długości i około 500 metrów szerokości. Występują tam wapienne piaski na południu wzdłuż wybrzeża i bazaltowe gliny na północy.